# 다이오미드 제도
다이오미드 제도(영어: Diomede Islands) 또는 그보즈데브 제도(러시아어: Острова Гвоздева 오스트로바 그보즈데바[*])는 베링 해협의 중간에 있는 제도이다.
- 리틀다이오미드섬(Little Diomede Island) 또는 크루젠시테른섬({{|오스트로프 크루젠시테르나}})은 미국령이다
- 빅다이오미드섬(Big Diomede Island) 또는 라트마노프섬(러시아어: Остров Ратманова 오스트로프 라트마노파[*])은 미국령이며, 미국의 최동단에 해당한다.

다이오미드 제도는 알레스카와 시베리아의 사이에 있는 베링 해협의 가운데 위치하고 있다. 두 개의 섬 사이로 날짜변경선이 지나며 라트마노프섬은 리틀다이오미드섬보다 20시간이 빠르며, 두 섬간의 간격은 약 3km로, 미국과 러시아가 가장 근접한 지역이기도 하다. 1728년에 비투스 베링에 의해 발견되었고 다이오미드로 명명되었다. 1867년에 미국이 알래스카를 매수한 것에 의해 현재의 미국과 러시아의 영역이 확정되었다.

## 같이 보기
- 러시아의 섬 목록